# U17-Europamästerskapet i fotboll för damer 2022
U17-Europamästerskapet i fotboll för damer 2022 var den 13:e upplagan av U17-Europamästerskapet för damer. Turneringen spelades i Bosnien och Hercegovina mellan den 3 och 15 maj 2022. Turneringen var öppen för spelare som var födda 1 januari 2005 eller senare.
Tyskland blev mästare efter att ha besegrat Spanien i finalen.

## Gruppspel

### Grupp A
| Nr | Lag                     | S | V | O | F | GM | IM | MS  | P |
| -- | ----------------------- | - | - | - | - | -- | -- | --- | - |
| 1  | Tyskland                | 3 | 3 | 0 | 0 | 6  | 0  | +6  | 9 |
| 2  | Nederländerna           | 3 | 1 | 1 | 1 | 9  | 3  | +6  | 4 |
| 3  | Danmark                 | 3 | 1 | 1 | 1 | 7  | 3  | +4  | 4 |
| 4  | Bosnien och Hercegovina | 3 | 0 | 0 | 3 | 0  | 16 | −16 | 0 |

|             | 3 maj 2022  | Danmark | 0 – 2           | Tyskland                           | FF BH Football Training Centre                  |                                                 |
| 14:00 UTC+2 | 14:00 UTC+2 |         | (0 – 2) Rapport | 3′ Paulina Platner 10′ Svea Stoldt | Zenica Publik: 200 Domare: Réka Molnar (Ungern) | Zenica Publik: 200 Domare: Réka Molnar (Ungern) |
| 14:00 UTC+2 | 14:00 UTC+2 |         |                 |                                    | Zenica Publik: 200 Domare: Réka Molnar (Ungern) | Zenica Publik: 200 Domare: Réka Molnar (Ungern) |
| 14:00 UTC+2 | 14:00 UTC+2 |         |                 |                                    | Zenica Publik: 200 Domare: Réka Molnar (Ungern) | Zenica Publik: 200 Domare: Réka Molnar (Ungern) |

|             | 3 maj 2022  | Bosnien och Hercegovina | 0 – 8           | Nederländerna | Stadion Grbavica                                          |                                                           |
| 20:00 UTC+2 | 20:00 UTC+2 |                         | (0 – 4) Rapport | 22′, 73′, 74′ Fieke Kroese 29′ Hanna Huizenga 41′ (sjm.) Ajla Balić 45+1′, 70′ Lotte Keukelaar 83′ Aniek Janssen | Sarajevo Publik: 1 237 Domare: Lovisa Johansson (Sverige) | Sarajevo Publik: 1 237 Domare: Lovisa Johansson (Sverige) |
| 20:00 UTC+2 | 20:00 UTC+2 |                         |                 | | Sarajevo Publik: 1 237 Domare: Lovisa Johansson (Sverige) | Sarajevo Publik: 1 237 Domare: Lovisa Johansson (Sverige) |
| 20:00 UTC+2 | 20:00 UTC+2 |                         |                 | | Sarajevo Publik: 1 237 Domare: Lovisa Johansson (Sverige) | Sarajevo Publik: 1 237 Domare: Lovisa Johansson (Sverige) |

|             | 6 maj 2022  | Bosnien och Hercegovina | 0 – 6           | Danmark                                                                                  | FF BH Football Training Centre                         |                                                        |
| 14:00 UTC+2 | 14:00 UTC+2 |                         | (0 – 2) Rapport | 5′ Pernille Sanvig 23′ Clara La Cour 55′, 72′ Emilía Ásgeirsdóttir 62′, 63′ Alma Aagaard | Zenica Publik: 600 Domare: Michèle Schmölzer (Schweiz) | Zenica Publik: 600 Domare: Michèle Schmölzer (Schweiz) |
| 14:00 UTC+2 | 14:00 UTC+2 |                         |                 |                                                                                          | Zenica Publik: 600 Domare: Michèle Schmölzer (Schweiz) | Zenica Publik: 600 Domare: Michèle Schmölzer (Schweiz) |
| 14:00 UTC+2 | 14:00 UTC+2 |                         |                 |                                                                                          | Zenica Publik: 600 Domare: Michèle Schmölzer (Schweiz) | Zenica Publik: 600 Domare: Michèle Schmölzer (Schweiz) |

|             | 6 maj 2022  | Tyskland                                       | 2 – 0           | Nederländerna | Stadion Grbavica                                        |                                                         |
| 20:00 UTC+2 | 20:00 UTC+2 | Danique Tolhoek 59′ (sjm.) Paulina Platner 83′ | (0 – 0) Rapport |               | Sarajevo Publik: 481 Domare: Teresa Oliveira (Portugal) | Sarajevo Publik: 481 Domare: Teresa Oliveira (Portugal) |
| 20:00 UTC+2 | 20:00 UTC+2 |                                                |                 |               | Sarajevo Publik: 481 Domare: Teresa Oliveira (Portugal) | Sarajevo Publik: 481 Domare: Teresa Oliveira (Portugal) |
| 20:00 UTC+2 | 20:00 UTC+2 |                                                |                 |               | Sarajevo Publik: 481 Domare: Teresa Oliveira (Portugal) | Sarajevo Publik: 481 Domare: Teresa Oliveira (Portugal) |

|             | 9 maj 2022  | Tyskland            | 2 – 0           | Bosnien och Hercegovina | Stadion Grbavica                                    |                                                     |
| 14:00 UTC+2 | 14:00 UTC+2 | Mara Alber 54′, 88′ | (0 – 0) Rapport |                         | Sarajevo Publik: 258 Domare: Gamze Durmuş (Turkiet) | Sarajevo Publik: 258 Domare: Gamze Durmuş (Turkiet) |
| 14:00 UTC+2 | 14:00 UTC+2 |                     |                 |                         | Sarajevo Publik: 258 Domare: Gamze Durmuş (Turkiet) | Sarajevo Publik: 258 Domare: Gamze Durmuş (Turkiet) |
| 14:00 UTC+2 | 14:00 UTC+2 |                     |                 |                         | Sarajevo Publik: 258 Domare: Gamze Durmuş (Turkiet) | Sarajevo Publik: 258 Domare: Gamze Durmuş (Turkiet) |

|             | 9 maj 2022  | Nederländerna         | 1 – 1           | Danmark          | FF BH Football Training Centre                      |                                                     |
| 14:00 UTC+2 | 14:00 UTC+2 | Daliyah de Klonia 46′ | (0 – 1) Rapport | 28′ Alma Aagaard | Zenica Publik: 230 Domare: Michalina Diakow (Polen) | Zenica Publik: 230 Domare: Michalina Diakow (Polen) |
| 14:00 UTC+2 | 14:00 UTC+2 |                       |                 |                  | Zenica Publik: 230 Domare: Michalina Diakow (Polen) | Zenica Publik: 230 Domare: Michalina Diakow (Polen) |
| 14:00 UTC+2 | 14:00 UTC+2 |                       |                 |                  | Zenica Publik: 230 Domare: Michalina Diakow (Polen) | Zenica Publik: 230 Domare: Michalina Diakow (Polen) |

### Grupp B
| Nr | Lag       | S | V | O | F | GM | IM | MS  | P |
| -- | --------- | - | - | - | - | -- | -- | --- | - |
| 1  | Spanien   | 3 | 3 | 0 | 0 | 11 | 0  | +11 | 9 |
| 2  | Frankrike | 3 | 2 | 0 | 1 | 3  | 3  | 0   | 6 |
| 3  | Finland   | 3 | 1 | 0 | 2 | 2  | 7  | −5  | 3 |
| 4  | Norge     | 3 | 0 | 0 | 3 | 1  | 7  | −6  | 0 |

|             | 3 maj 2022  | Frankrike                             | 2 – 0           | Finland | Stadion Pecara                                             |                                                            |
| 17:30 UTC+2 | 17:30 UTC+2 | Shana Chossenotte 40′ Lucie Calba 72′ | (1 – 0) Rapport |         | Široki Brijeg Publik: 100 Domare: Michalina Diakow (Polen) | Široki Brijeg Publik: 100 Domare: Michalina Diakow (Polen) |
| 17:30 UTC+2 | 17:30 UTC+2 |                                       |                 |         | Široki Brijeg Publik: 100 Domare: Michalina Diakow (Polen) | Široki Brijeg Publik: 100 Domare: Michalina Diakow (Polen) |
| 17:30 UTC+2 | 17:30 UTC+2 |                                       |                 |         | Široki Brijeg Publik: 100 Domare: Michalina Diakow (Polen) | Široki Brijeg Publik: 100 Domare: Michalina Diakow (Polen) |

|             | 3 maj 2022  | Norge | 0 – 4           | Spanien                                                               | Gradski Stadium Mostar                                 |                                                        |
| 20:00 UTC+2 | 20:00 UTC+2 |       | (0 – 1) Rapport | 26′ Carla Camacho 52′ Vicky López 62′ Laia Martret 90′ Lucía Corrales | Mostar Publik: 200 Domare: Michèle Schmölzer (Schweiz) | Mostar Publik: 200 Domare: Michèle Schmölzer (Schweiz) |
| 20:00 UTC+2 | 20:00 UTC+2 |       |                 |                                                                       | Mostar Publik: 200 Domare: Michèle Schmölzer (Schweiz) | Mostar Publik: 200 Domare: Michèle Schmölzer (Schweiz) |
| 20:00 UTC+2 | 20:00 UTC+2 |       |                 |                                                                       | Mostar Publik: 200 Domare: Michèle Schmölzer (Schweiz) | Mostar Publik: 200 Domare: Michèle Schmölzer (Schweiz) |

|             | 6 maj 2022  | Spanien                                                                  | 4 – 0           | Finland | Stadion Pecara                                               |                                                              |
| 17:30 UTC+2 | 17:30 UTC+2 | Judit Pujols 18′ Carla Camacho 23′ Jone Amezaga 76′ Magali Capdevila 87′ | (2 – 0) Rapport |         | Široki Brijeg Publik: 253 Domare: Lovisa Johansson (Sverige) | Široki Brijeg Publik: 253 Domare: Lovisa Johansson (Sverige) |
| 17:30 UTC+2 | 17:30 UTC+2 |                                                                          |                 |         | Široki Brijeg Publik: 253 Domare: Lovisa Johansson (Sverige) | Široki Brijeg Publik: 253 Domare: Lovisa Johansson (Sverige) |
| 17:30 UTC+2 | 17:30 UTC+2 |                                                                          |                 |         | Široki Brijeg Publik: 253 Domare: Lovisa Johansson (Sverige) | Široki Brijeg Publik: 253 Domare: Lovisa Johansson (Sverige) |

|             | 6 maj 2022  | Frankrike          | 1 – 0           | Norge | Gradski Stadium Mostar                            |                                                   |
| 20:00 UTC+2 | 20:00 UTC+2 | Laureen Oillic 61′ | (0 – 0) Rapport |       | Mostar Publik: 360 Domare: Gamze Durmuş (Turkiet) | Mostar Publik: 360 Domare: Gamze Durmuş (Turkiet) |
| 20:00 UTC+2 | 20:00 UTC+2 |                    |                 |       | Mostar Publik: 360 Domare: Gamze Durmuş (Turkiet) | Mostar Publik: 360 Domare: Gamze Durmuş (Turkiet) |
| 20:00 UTC+2 | 20:00 UTC+2 |                    |                 |       | Mostar Publik: 360 Domare: Gamze Durmuş (Turkiet) | Mostar Publik: 360 Domare: Gamze Durmuş (Turkiet) |

|             | 9 maj 2022  | Spanien                                               | 3 – 0           | Frankrike | Stadion Pecara                                         |                                                        |
| 20:00 UTC+2 | 20:00 UTC+2 | Paula Partido 28′ Jone Amezaga 31′ Lucía Corrales 69′ | (2 – 0) Rapport |           | Široki Brijeg Publik: 275 Domare: Réka Molnar (Ungern) | Široki Brijeg Publik: 275 Domare: Réka Molnar (Ungern) |
| 20:00 UTC+2 | 20:00 UTC+2 |                                                       |                 |           | Široki Brijeg Publik: 275 Domare: Réka Molnar (Ungern) | Široki Brijeg Publik: 275 Domare: Réka Molnar (Ungern) |
| 20:00 UTC+2 | 20:00 UTC+2 |                                                       |                 |           | Široki Brijeg Publik: 275 Domare: Réka Molnar (Ungern) | Široki Brijeg Publik: 275 Domare: Réka Molnar (Ungern) |

|             | 9 maj 2022  | Finland                          | 2 – 1           | Norge             | Gradski Stadium Mostar                                |                                                       |
| 20:00 UTC+2 | 20:00 UTC+2 | Elli Seiro 20′ Jutta Angeria 80′ | (1 – 0) Rapport | 55′ Signe Gaupset | Mostar Publik: 150 Domare: Teresa Oliveira (Portugal) | Mostar Publik: 150 Domare: Teresa Oliveira (Portugal) |
| 20:00 UTC+2 | 20:00 UTC+2 |                                  |                 |                   | Mostar Publik: 150 Domare: Teresa Oliveira (Portugal) | Mostar Publik: 150 Domare: Teresa Oliveira (Portugal) |
| 20:00 UTC+2 | 20:00 UTC+2 |                                  |                 |                   | Mostar Publik: 150 Domare: Teresa Oliveira (Portugal) | Mostar Publik: 150 Domare: Teresa Oliveira (Portugal) |

## Slutspel

### Slutspelsträd
|  | Semifinaler   | Semifinaler |       |             | Final           | Final |  |
|  |               |             |       |             |                 |       |  |
|  | 12 maj 2022   |             |       |             |                 |       |  |
|  | Tyskland      | 1           |       |             |                 |       |  |
|  | Frankrike     | 0           |       |             |                 |       |  |
|  |               |             |       |             |                 |       |  |
|  |               |             |       |             | 15 maj 2022     |       |  |
|  |               |             |       |             | Tyskland (str.) | 2 (3) |  |
|  |               | Spanien     | 2 (2) |             |                 |       |  |
|  |               |             |       |             |                 |       |  |
|  |               |             |       |             |                 |       |  |
|  |               |             |       |             | Bronsmatch      |       |  |
|  | 12 maj 2022   | 12 maj 2022 |       | 15 maj 2022 | 15 maj 2022     |       |  |
|  | Spanien       | 3           |       | Frankrike   | 2               |       |  |
|  | Nederländerna | 0           |       |             | Nederländerna   | 0     |  |

### Semifinaler
Vinnarna kvalificerade sig för U17-VM 2022.
|             | 12 maj 2022 | Tyskland           | 1 – 0           | Frankrike | Bosnian FA Training Centre                          |                                                     |
| 14:00 UTC+2 | 14:00 UTC+2 | Alara Sehitler 40′ | (1 – 0) Rapport |           | Zenica Publik: 170 Domare: Michalina Diakow (Polen) | Zenica Publik: 170 Domare: Michalina Diakow (Polen) |
| 14:00 UTC+2 | 14:00 UTC+2 |                    |                 |           | Zenica Publik: 170 Domare: Michalina Diakow (Polen) | Zenica Publik: 170 Domare: Michalina Diakow (Polen) |
| 14:00 UTC+2 | 14:00 UTC+2 |                    |                 |           | Zenica Publik: 170 Domare: Michalina Diakow (Polen) | Zenica Publik: 170 Domare: Michalina Diakow (Polen) |

|             | 12 maj 2022 | Spanien                              | 3 – 0           | Nederländerna | Stadion Grbavica                                        |                                                         |
| 20:00 UTC+2 | 20:00 UTC+2 | Nina Pou 3′, 69′ Olaya Enrique 90+6′ | (1 – 0) Rapport |               | Sarajevo Publik: 468 Domare: Lovisa Johansson (Sverige) | Sarajevo Publik: 468 Domare: Lovisa Johansson (Sverige) |
| 20:00 UTC+2 | 20:00 UTC+2 |                                      |                 |               | Sarajevo Publik: 468 Domare: Lovisa Johansson (Sverige) | Sarajevo Publik: 468 Domare: Lovisa Johansson (Sverige) |
| 20:00 UTC+2 | 20:00 UTC+2 |                                      |                 |               | Sarajevo Publik: 468 Domare: Lovisa Johansson (Sverige) | Sarajevo Publik: 468 Domare: Lovisa Johansson (Sverige) |

### Bronsmatch
Vinnaren kvalificerade sig för U17-VM 2022.
|             | 15 maj 2022 | Frankrike                       | 2 – 0   | Nederländerna | FF BH Football Training Centre                  |                                                 |
| 14:00 UTC+2 | 14:00 UTC+2 | Fanny Rossi 16′ Lucie Calba 34′ | Rapport |               | Zenica Publik: 221 Domare: Réka Molnar (Ungern) | Zenica Publik: 221 Domare: Réka Molnar (Ungern) |
| 14:00 UTC+2 | 14:00 UTC+2 |                                 |         |               | Zenica Publik: 221 Domare: Réka Molnar (Ungern) | Zenica Publik: 221 Domare: Réka Molnar (Ungern) |
| 14:00 UTC+2 | 14:00 UTC+2 |                                 |         |               | Zenica Publik: 221 Domare: Réka Molnar (Ungern) | Zenica Publik: 221 Domare: Réka Molnar (Ungern) |

### Final
|             | 15 maj 2022 | Tyskland                                              | 2 – 2                      | Spanien                                                         | Stadion Grbavica                                           |                                                            |
| 20:00 UTC+2 | 20:00 UTC+2 | Svea Stoldt 15′ Mara Alber 88′                        | (1 – 1) Rapport            | 28′ Marina Artero 63′ Carla Camacho                             | Sarajevo Publik: 1 517 Domare: Michèle Schmölzer (Schweiz) | Sarajevo Publik: 1 517 Domare: Michèle Schmölzer (Schweiz) |
| 20:00 UTC+2 | 20:00 UTC+2 |                                                       |                            |                                                                 | Sarajevo Publik: 1 517 Domare: Michèle Schmölzer (Schweiz) | Sarajevo Publik: 1 517 Domare: Michèle Schmölzer (Schweiz) |
| 20:00 UTC+2 | 20:00 UTC+2 | Jella Veit Loreen Bender Alara Sehitler Laura Gloning | Straffsparksläggning 3 – 2 | Olaya Enrique Nina Pou Raquel Íñigo Judit Pujols Victoria López | Sarajevo Publik: 1 517 Domare: Michèle Schmölzer (Schweiz) | Sarajevo Publik: 1 517 Domare: Michèle Schmölzer (Schweiz) |